# PGC 4885
LEDA/PGC 4885, auch UGC 888, ist eine Irreguläre Galaxie vom Hubble-Typ Im im Sternbild Fische auf der Ekliptik. Sie ist schätzungsweise 113 Millionen Lichtjahre von der Milchstraße entfernt und hat einen Durchmesser von etwa 50.000 Lichtjahren. Vom Sonnensystem aus entfernt sich das Objekt mit einer errechneten Radialgeschwindigkeit von näherungsweise 2.400 Kilometern pro Sekunde.
Sie gilt als Teil der sieben Mitglieder zählenden Lyons Groups of Galaxies LGG 21 um NGC 488. Im selben Himmelsareal befinden sich unter anderem die Galaxien IC 1678, PGC 4884, PGC 1284522, PGC 4126658.